# Dracula dalessandroi
Dracula dalessandroi är en orkidéart som beskrevs av Carlyle August Luer. Dracula dalessandroi ingår i släktet Dracula och familjen orkidéer. Inga underarter finns listade i Catalogue of Life.